# Clemens Fritz
Clemens Fritz (7 de desembre de 1980, Erfurt, RDA) és un futbolista alemany que actualment juga de lateral dret pel Werder Bremen.